# Gemelliporidra magniporosa
Gemelliporidra magniporosa är en mossdjursart som först beskrevs av Ferdinand Canu och Ray Smith Bassler 1923.  Gemelliporidra magniporosa ingår i släktet Gemelliporidra och familjen Hippaliosinidae.
Artens utbredningsområde är Mexikanska golfen. Inga underarter finns listade i Catalogue of Life.